# Григоре Мойсил
Григоре Константин Мойсил (на английски: Grigore Constantin Moisil), роден на 10 януари 1906, починал на 21 май 1973 година е румънски математик, компютърен пионер, член на Румънската академия. Изследванията му са основно в областта на математическата логика (Алгебра на Лукашевич-Мойсил), алгебричната логика, MV-алгебрата и диференциалните уравнения. Смятан е за баща на компютърните науки в Румъния.
Член е и на Болонската академия на науките и на Международния философски институт. През 1996 година Компютърното общество на Института на инженерите по електротехника и електроника (IEEE Computer Society) го награждава посмъртно с наградата „Компютърен пионер“.

## Биография
Григоре Мойсил е син на професор по история, член на Румънската академия. През 1924 година постъпва в Политехническия институт и в същото време следва в Математическия факултет на Букурещкия университет. През 1929 година завършва и двете си висши образования. През същата година той защитава докторска дисертация на тема „Аналитична механика на непрекъснати системи“ пред комисия, включваща професорите Димитрие Помпей, Георге Цицекай и Траян Лалеску. По същото време дисертацията му е публикувана в Париж и Вито Волтера, Тулио Леви-Чивита и Пол Леви я оценяват положително.
Усъвършенства знанията си в Сорбоната (1930-1931). През 1931 година се завръща в Румъния и е назначен за преподавател във факултета по математика на университета в Яш. Малко след това получава стипендия от Фондация Рокфелер за обучение в Рим. През 1931-1932 г. се квалифицира в Римския университет. През 1932 г. се завръща в Яш, където живее и работи почти 10 години (от 1935 г. е професор), от 1942 година - в университета в Букурещ.
През 1946-1948 година е посланик в Анкара и води курс по механика на непрекъснатите среди в Истанбулския университет и Истанбулския технически университет.
По-късно работи и в Института по математика на Румънската академия на науките. Бил е председател на Съвета по автоматизация и Съвета по кибернетика на Румънската академия на науките.

## Избрана библиография
- 1929: La mecanique analytique des systemes continus
- 1942: Logique modale
- 1954: Introducere în algebrăef
- 1959: Teoria algebrică a mecanismelor automate
- 1960: Funcționarea în mai mulți timpi a schemelor cu relee ideale
- 1961—1962: Circuite cu tranzistori
- 1965: Încercări vechi și noi în logica neclasică
- 1968: Elemente de logică matematică și teoria mulțimilor.